# Eishockey-Kreisliga Bayern/Saisonübersichten
Dieser Artikel dient zur Darstellung von Saisonübersichten der Eishockey-Kreisliga Bayern (BKL). Die BKL startete 1936 hinter der Gauklasse als zweithöchste Liga, wurde 1948/49 mit Einführung der Eishockey-Landesliga Bayern als dritthöchste Spielklasse geführt, bis sie nach weiteren vorgestuften Ligaeinführungen 1991 als siebthöchste Spielklasse von der Eishockey-Bezirksliga Bayern abgelöst wurde.

## Spielklassen
Spielklassenverlauf der Eishockey-Kreisliga Bayern:
- Zweitklassig hinter der Gauklasse ab Gründung 1936/37
- Drittklassig mit Einführung der Ober- und Landesliga von 1948/49 bis 1958
- Viertklassig mit Einführung der Bundesliga von 1958/59 bis 1961
- Fünftklassig mit Einführung der Gruppenliga/Regionalliga von 1961/62 bis 1968
- Sechstklassig mit Einführung der Bayernliga von 1968/69 bis 1973
- Siebtklassig mit Einführung der 2. Bundesliga von 1973/74 bis 1991

Quelle: passionhockey.com

## Saison 1990/91
Aus der Kreisliga Bayern wurde ab 1991/92 die Eishockey-Bezirksliga Bayern.
- 7. Spielklasse
- 26 Mannschaften
- Bayerischer Kreisligameister: ESC Dorfen 1b
- Bayr. Kreisliga Vizemeister: RM Kaufbeuren
- Bayr. Kreisliga 3. Platz: SV Bayreuth
- Bayr. Kreisliga 4. Platz: ERC Lechbruck 1b
- Aufsteiger in die Landesliga 1991/92: RM Kaufbeuren, ESV Waldkirchen, EHC Weilheim

Teilnehmer/Haupt- und Meisterrunde
| Meisterrunde                                                               | Gruppe Nord                                                                  | Gruppe Ost | Gruppe Süd | Gruppe West |
| -------------------------------------------------------------------------- | ---------------------------------------------------------------------------- | --- | --- | --- |
|  1. ESC Dorfen 1b  2. RM Kaufbeuren - 3. SV Bayreuth - 4. ERC Lechbruck 1b |  1. SV Bayreuth - 2. EHC Wunsiedel - 3. TV Waldsassen - 4. DWEC Kulmbach (N) |  1. ESC Dorfen 1b - 2. ESV Waldkirchen - 3. USC Munich (N) - 4. TSV Erding 1b (A) - 5. EHC Landshut (N) - 6. ESV Gebensbach 1b - 7. ASV Dachau 1b (NR) |  1. ERC Lechbruck 1b - 2. SC Eibsee-Grainau (A) - 3. EHC Weilheim - 4. ERC Sonthofen 1b - 5. ECGR Eisenberg - 6. SV Hopfen am See - 7. EV Tegernsee - 8. SV Apfeldorf |  1. RM Kaufbeuren - 2. TSV Kottern - 3. ASV Hirschzell - 4. EGW Augsburg (N) - 5. EC Senden - 6. TV Lindenberg (R) - 7. TSV 1871 Augsburg (NR) |

Von der Meisterrunde hat nur RM Kaufbeuren das Aufstiegsrecht wahrgenommen.

(A) = Absteiger aus der Landesliga, (N) = Neu in der Liga, (R) = Rückzug, Aufsteiger fett gedruckt
 Bayerischer Kreisligameister  Vizemeister und Aufsteiger  Gruppensieger
Meisterrunde
|    | Mannschaft       | Spiele | Tore  | Diff. | Punkte |
| -- | ---------------- | ------ | ----- | ----- | ------ |
| 1. | ESC Dorfen 1b    | 4      | 41:16 | +25   | 8      |
| 2. | RM Kaufbeuren    | 4      | 39:23 | +16   | 4      |
| 3. | SV Bayreuth      | 4      | 18:59 | −41   | 0      |
| 4. | ERC Lechbruck 1b | −      | −     | −     | −      |

 BKL-Meister  BKL-Vizemeister

## Saison 1989/90
- 7. Spielklasse
- 27 Mannschaften
- Bayerischer Kreisligameister: EV Bruckberg
- Bayr. Kreisliga Vizemeister:  TSV Kottern
- Bayr. Kreisliga 3. Platz: EHC Weilheim
- Bayr. Kreisliga 4. Platz: SV Hof
- Aufsteiger in die Landesliga 1990/91: EV Bruckberg, SV Hof, EV Aich

Teilnehmer Haupt- und Meisterrunde
| Meisterrunde | Gruppe Nord | Gruppe Ost | Gruppe Süd | Gruppe West |
| --- | --- | --- | --- | --- |
|  1. EV Bruckberg - 2. TSV Kottern - 3. EHC Weilheim  4. SV Hof - 5. RM Kaufbeuren  6. EV Aich - 7. ERC Lechbruck 1b - 8. SV Bayreuth |  1. SV Hof (A) - 2. SV Bayreuth  3. EV Weiden 1b (R)  4. ESV Würzburg (AR)  5. EV Pegnitz 1b - 6. EHC Wunsiedel - 7. TV Waldsassen - 8. FC Troschenreuth 1b (NR) |  1. EV Bruckberg (A) - 2. EV Aich - 3. ESC Dorfen 1b  4. SC Ergolding (A) (R)  5. ESV Gebensbach 1b - 6. EC Geisenhausen (R) - 7. ESV Waldkirchen (N) |  1. EHC Weilheim (A) - 2. ERC Lechbruck 1b - 3. EV Tegernsee - 4. SV Hopfen am See (N) - 5. ECGR Eisenberg - 6. SV Apfeldorf |  1. TSV Kottern - 2. RM Kaufbeuren (N) - 3. ASV Hirschzell - 4. ERC Sonthofen 1b - 5. TV Lindenberg (N) - 6. EC Senden (N) |

(A) = Absteiger aus der Landesliga, (N) = Neu in der Liga, (R) = Rückzug, (fett gedruckt) = Meisterrundenteilnehmer
 Bayerischer Kreisligameister und Aufsteiger  Aufsteiger  Gruppensieger
Meisterrunde
| Platz | Mannschaft   | Spiele | Tore  | Diff. | Punkte |
| ----- | ------------ | ------ | ----- | ----- | ------ |
| 1.    | EV Bruckberg | 6      | 45:29 | +16   | 10     |
| 2.    | TSV Kottern  | 6      | 53:21 | +32   | 8      |
| 3.    | EHC Weilheim | 6      | 24:39 | −15   | 5      |
| 4.    | SV Hof       | 6      | 19:52 | −33   | 1      |

 BKL-Meister  BKL-Vizemeister
Platzierungsrunde
| Platz | Mannschaft    | Spiele | Tore  | Diff. | Punkte |
| ----- | ------------- | ------ | ----- | ----- | ------ |
| 5.    | Kaufbeuren    | 4      | 39:23 | +16   | 6      |
| 6.    | EV Aich       | 4      | 23:25 | −2    | 4      |
| 7.    | ERC Lechbruck | 4      | 16:30 | −14   | 2      |
| 8.    | SV Bayreuth   | −      | −     | −     | −      |

## Saison 1988/89
- 7. Spielklasse
- 17 Mannschaften
- Bayerischer Kreisligameister: ESC Dorfen 1b
- Bayr. Kreisliga Vizemeister: ASV Hirschzell
- Bayr. Kreisliga 3. Platz: SV Hof
- Aufsteiger in die Landesliga 1989/90: TSV Erding 1b
- Rückzug:

Teilnehmer Haupt- und Meisterrunde
| Meisterrunde                                      | Gruppe A | Gruppe B                                                                                              | Gruppe C |
| ------------------------------------------------- | --- | --- | --- |
|  1. ESC Dorfen 1b - 2. ASV Hirschzell - 3. SV Hof |  1. SV Hof (N) - 2. EV Weiden 1b (N) - 3. SV Bayreuth 1b (N) - 4. EV Pegnitz 1b (N) - 5. EHC Wunsiedel (N) - 6. TV Waldsassen (N) |  1. ESC Dorfen 1b - 2. EV Tegernsee - 3. ESV Gebensbach 1b  4. TSV Erding 1b (N) - 5. EC Geisenhausen |  1. ASV Hirschzell - 2. TSV Kottern (A) - 3. ERC Lechbruck 1b - 4. ECGR Eisenberg (N) - 5. SV Apfeldorf - 6. ERC Sonthofen 1b (N) |

(A) = Absteiger aus der Landesliga, (N) = Neu in der Liga, (R) = Rückzug, (fett gedruckt) = Meisterrundenteilnehmer
 Bayerischer Kreisligameister  Gruppensieger  Aufsteiger / Nachrücker
Meisterrunde
|    | Mannschaft     | Spiele | Tore  | Diff. | Punkte |
| -- | -------------- | ------ | ----- | ----- | ------ |
| 1. | ESC Dorfen 1b  | 4      | 30:14 | +16   | 4      |
| 2. | ASV Hirschzell | 4      | 21:21 | 0     | 4      |
| 3. | SV Hof         | 4      | 17:33 | −16   | 4      |

 BKL-Meister  BKL-Vizemeister

## Saison 1987/88
- 7. Spielklasse
- 15 Mannschaften
- Bayerischer Kreisligameister: EC Thanning
- Bayr. Kreisliga Vizemeister: ASV Hirschzell
- Bayr. Kreisliga 3. Platz:  ESC Dorfen 1b
- Aufsteiger in die Landesliga 1988/89 EC Thanning, EHC Weilheim, TSV Haunstetten
- Rückzug:

Teilnehmer
 Haupt- und Meisterrunde
| Meisterrunde                                           | Gruppe A | Gruppe B | Gruppe C                                                                                              |
| ------------------------------------------------------ | --- | --- | --- |
|  1. EC Thanning - 2. ASV Hirschzell - 3. ESC Dorfen 1b |  1. ESC Dorfen 1b - 2. EV Dingolfing 1b (R) - 3. ESV Gebensbach 1b - 4. EC Geisenhausen - 5. EHC Neuching (R) |  1. EC Thanning (NB) - 2. EV Tegernsee (NB) - 3. SV Apfeldorf  4. EHC Weilheim - 5. EHC Bad Reichenhall 1b (R) |  1. ASV Hirschzell  2. TSV Haunstetten - 3. ERC Lechbruck 1b - 4. TV Lindenberg (R) - 5. EV Aalen (R) |

(A) = Absteiger aus der Landesliga, (N) = Neu in der Liga, (R) = Rückzug, (NB) = Von der aufgelösten Natureis-Bayernliga kommend
 Bayerischer Kreisligameister und Aufsteiger  Gruppensieger  Aufsteiger / Nachrücker, (fett gedruckt) = Meisterrundenteilnehmer
Meisterrunde
|    | Mannschaft     | Spiele | Tore  | Diff. | Punkte |
| -- | -------------- | ------ | ----- | ----- | ------ |
| 1. | EC Thanning    | 4      | 31:22 | +9    | 8      |
| 2. | ASV Hirschzell | 4      | 28:31 | −7    | 2      |
| 3. | ESC Dorfen 1b  | 4      | 23:29 | −6    | 2      |

 BKL-Meister und Aufsteiger  Vizemeister und Aufsteiger

## Saison 1986/87
- 7. Spielklasse
- Bayerischer Kreisligameister: TSV Kottern
- Bayr. Kreisliga Vizemeister: SC Memmingen 1b
- Gruppe West 3. Platz: ASV Hirschzell
- Gruppe West 4. Platz: SV Apfeldorf
- Gruppe West 5. Platz:  TSV Haunstetten
- Aufsteiger in die Landesliga 1987/88: fett gedruckt

Gruppe West
|    | Mannschaft      | Spiele | Tore  | Diff. | Punkte |
| -- | --------------- | ------ | ----- | ----- | ------ |
| 1. | TSV Kottern     | 8      | 86:20 | +66   | 16     |
| 2. | SC Memmingen 1b | 8      | 49:20 | −29   | 12     |
| 3. | ASV Hirschzell  | 8      | 34:51 | −17   | 8      |
| 4. | SV Apfeldorf    | 8      | 23:43 | −20   | 4      |
| 5. | TSV Haunstetten | 8      | 16:74 | −58   | 0      |

 Gruppensieger und Aufsteiger  Aufsteiger

## Saison 1985/86
- 7. Spielklasse

Bereich des „Bayerischen Eissportverbandes“ (BEV)

- Bayr. Kreisliga West 1. Platz: TSV Kottern
- Bayr. Kreisliga West 2. Platz:  TSV Haunstetten
- Bayr. Kreisliga West 3. Platz:  SC Memmingen 1b
- Bayr. Kreisliga West 4. Platz: ASV Hirschzell
- Bayr. Kreisliga West 5. Platz: EC Senden
- Aufsteiger in die Landesliga 1986/87

Gruppe West
|    | Mannschaft      | Spiele | Tore  | Diff. | Punkte |
| -- | --------------- | ------ | ----- | ----- | ------ |
| 1. | TSV Kottern     | 8      | 98:20 | +78   | 13     |
| 2. | TSV Haunstetten | 8      | 73:49 | +24   | 10     |
| 3. | SC Memmingen 1b | 8      | 61:31 | +30   | 9      |
| 4. | ASV Hirschzell  | 8      | 56:43 | +13   | 8      |
| 5. | EC Senden       | 8      | 8:153 | −145  | 0      |

 Gruppensieger

## Saison 1936/37 bis 1982/83
Playoffs 1936/37
Kreisklasse
Halbfinale:
Nürnberger HTC – Schwaben Augsburg 3:0

EV Berchtesgaden – EV Tegernsee 2:1
Finale:
EV Berchtesgaden – Nürnberger HTC
Das Finale EV Berchtesgaden gegen Nürnberger HTC war für den 6. Februar 1937 in Berchtesgaden angesetzt. Das Ergebnis ist nicht bekannt. Nürnberg stieg in die Gauklasse auf.

| Saison  | Gruppe A      | Gruppe B                 | Gruppe C          | Gruppe D         | Liga |
| ------- | ------------- | ------------------------ | ----------------- | ---------------- | ---- |
| 1936/37 | HTC Nürnberg  |                          | EV Berchtesgaden  |                  | 2    |
| 1947/48 | TSV Straubing |                          |                   |                  | 2    |
| 1948/49 |               |                          | ASV Rosenheim     | ESC Holzkirchen  | 3    |
| 1949/50 |               |                          | TSV Schliersee    | SC Weßling       | 3    |
| 1951/52 | HG Nürnberg   |                          |                   | SC Weßling       | 3    |
| 1952/53 | ASV Pegnitz   |                          |                   |                  | 3    |
| 1953/54 | ASV Pegnitz   |                          |                   |                  | 3    |
| 1954/55 | ASV Pegnitz   | SG Moosburg              | EV Berchtesgaden  |                  | 3    |
| 1955/56 | ASV Pegnitz   |                          | Bad Bayersoien    |                  | 3    |
| 1956/57 |               |                          | TSV Schliersee    |                  | 3    |
| 1958/59 |               |                          |                   |                  | 4    |
| 1959/60 | TSV Straubing |                          |                   |                  | 4    |
| 1960/61 | VfB Bayreuth  |                          |                   | EV Rieden        | 4    |
| 1961/62 | VER Selb      |                          | SC Reichersbeuern |                  | 5    |
| 1962/63 |               |                          | TSV Schliersee    | SV Hohenfurch    | 5    |
| 1963/64 | ERSC Amberg   |                          |                   |                  | 5    |
| 1964/65 | TSV Straubing |                          |                   |                  | 5    |
| 1965/66 | EV Regensburg | TSV Kottern              |                   | ESV Buchloe      | 5    |
| 1966/67 |               |                          | Eibsee-Grainau    | TuS Geretsried   | 5    |
| 1967/68 |               |                          |                   | TSV Schongau     | 5    |
| 1968/69 |               |                          | EC Peiting        | TV Lindenberg    | 6    |
| 1969/70 | (SV Hof)      |                          |                   | TuS Geretsried   | 6    |
| 1973/74 |               | VfL Waldkraiburg         | SC Gaißach        |                  | 7    |
| 1974/75 |               | (SVG Burgkirchen)        | (TSV Trostberg)   |                  | 7    |
| 1975/76 |               | (ESC Vilshofen)          |                   |                  | 7    |
| 1980/81 |               | ERC Regen                |                   |                  | 7    |
| 1982/83 |               | (EC Planegg-Geisenbrunn) |                   | (VfL Denklingen) | 7    |

Bayerischer Kreismeister fett gedruckt – Aufsteiger in die Landesliga – In Klammern: (Aufsteiger ab 2. Platz)
 Quelle: passionhockey.com Quelle: rodi-db.de